# تفلق أسمر الخدين
مرعة هندية (الاسم العلمي: Rallus indicus) (بالإنجليزية: Brown-cheeked rail)‏ هي نوع من الطيور تتبع جنس المرعة من فصيلة المرعات.